# El Tamarindo, Puebla
El Tamarindo är en ort i Mexiko.   Den ligger i kommunen Acateno och delstaten Puebla, i den sydöstra delen av landet, 210 km öster om huvudstaden Mexico City. El Tamarindo ligger 321 meter över havet och antalet invånare är 127.
Terrängen runt El Tamarindo är huvudsakligen kuperad, men den allra närmaste omgivningen är platt. Runt El Tamarindo är det tätbefolkat, med 308 invånare per kvadratkilometer. Närmaste större samhälle är Martínez de la Torre, 19,8 km öster om El Tamarindo. Omgivningarna runt El Tamarindo är en mosaik av jordbruksmark och naturlig växtlighet.